# Neumühle (Wipperfürth)
Neumühle ist eine Ortschaft in der Gemeinde Wipperfürth im Oberbergischen Kreis im Regierungsbezirk Köln in Nordrhein-Westfalen (Deutschland).

## Lage und Beschreibung
Der Ort liegt im Südwesten der Stadt Wipperfürth im Tal der Großen Dhünn an der Grenze zum Stadtgebiet von Wermelskirchen. Im südöstlichen Ortsrand mündet der Mausbach in die Große Dhünn. Nachbarorte sind Lieth sowie die zu Wermelskirchen gehörenden Orte Altenhof und Niederhagen.
Der Ort gehört zum Gemeindewahlbezirk 160 und damit zum Wahlbezirk Wipperfeld.

## Geschichte
Die Karte Topographia Ducatus Montani aus dem Jahre 1715 zeigt die Ortschaft unter der Bezeichnung „Neuemühl“ mit einem Hof und Mühlensymbol. Die Topographische Aufnahme der Rheinlande von 1824 zeigt auf umgrenztem Hofraum unter dem Namen „Neue Mühle“ vier getrennt voneinander liegende Grundrisse. Eines der Gebäude ist als steinernes Haus markiert. Ab der topografischen Karten der Jahre 1893 bis 1896 lautet der Ortsname Neumühle. Die Mühle wird als Getreidemühle beschrieben. Das Mühlengebäude, das über das Gefluder fließende Wasser des Obergrabens und ein eisernes Wasserrad mit vier Metern Durchmesser waren 1998 noch vorhanden. Es steht unter Denkmalschutz, ebenso die unweit über die Große Dhünn führende 2-bogige Bruchsteinbrücke aus dem Jahr 1890.

## Busverbindungen
Über die Haltestelle Fahlenbock der Linie 427 (VRS/OVAG) ist Neumühle an den öffentlichen Personennahverkehr angebunden.

## Wanderwege
Am Einlauf zur Großen Dhünn-Vorsperre ist an der L 409 ein Wanderparkplatz gelegen, von dem man nach 500 m auf einem Forstweg in nordöstl. Richtung die Neumühle erreicht, nachdem man kurz zuvor die Große Dhünn über die historische Bogenbrücke überquert hat. An der Neumühle quert der Rundwanderweg A4, der zunächst der Großen Dhünn nach Nordosten folgt und einen Rundweg über Wipperfeld bietet. Alternativ geht es durch das Mausbachtal mit dem A3 nach Wipperfeld.

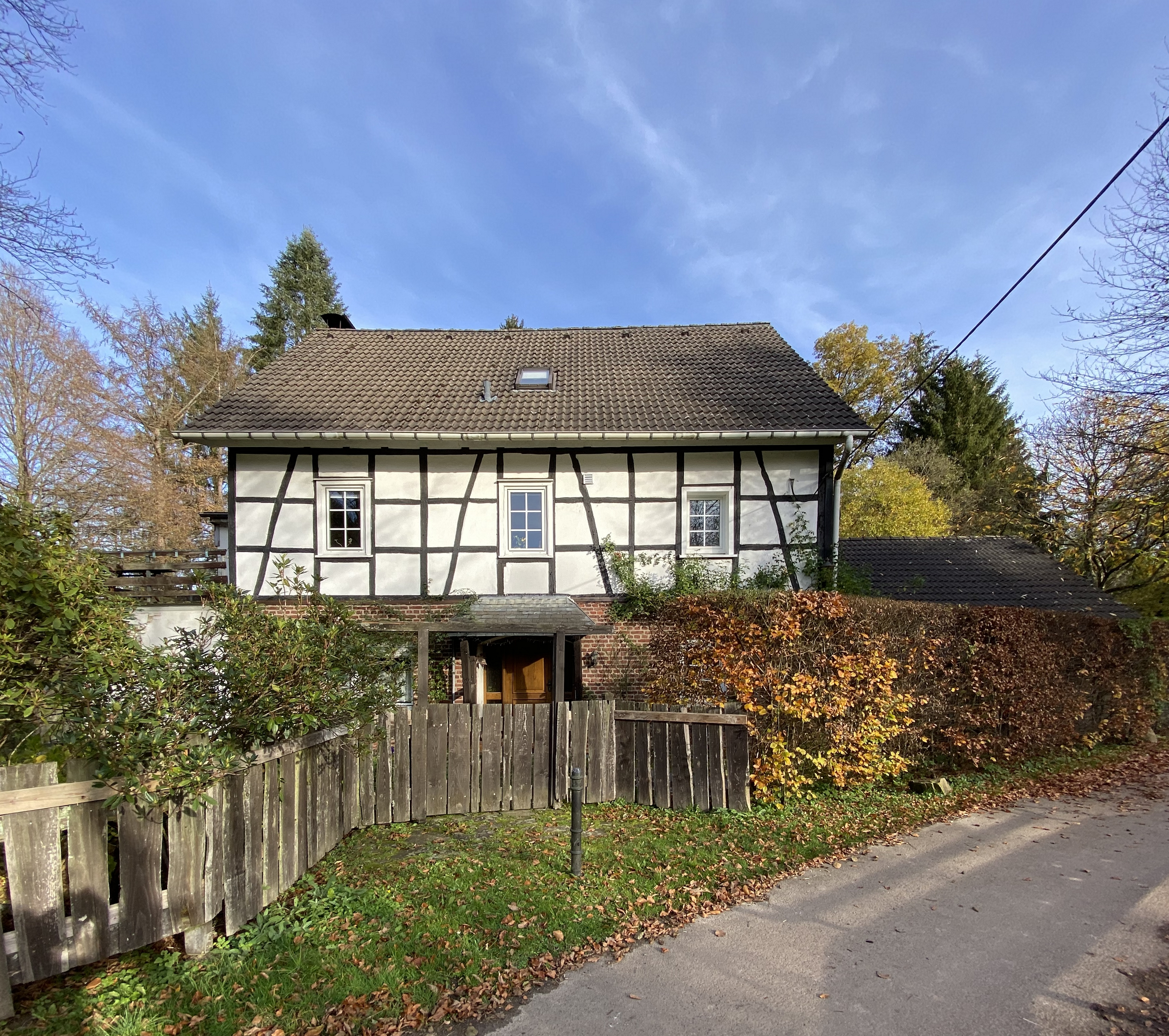
Mühlengebäude
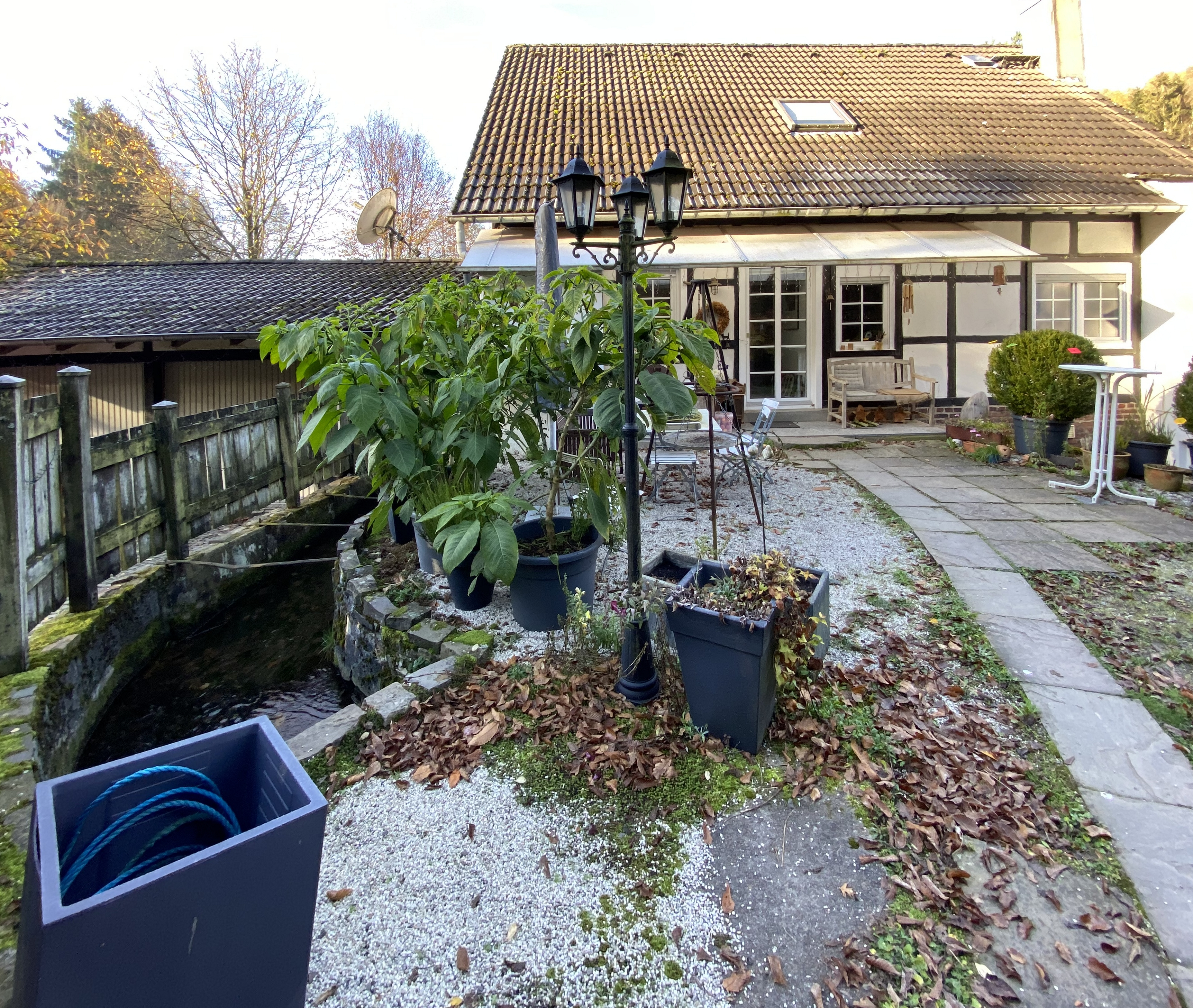
Zulauf zum Mühlrad
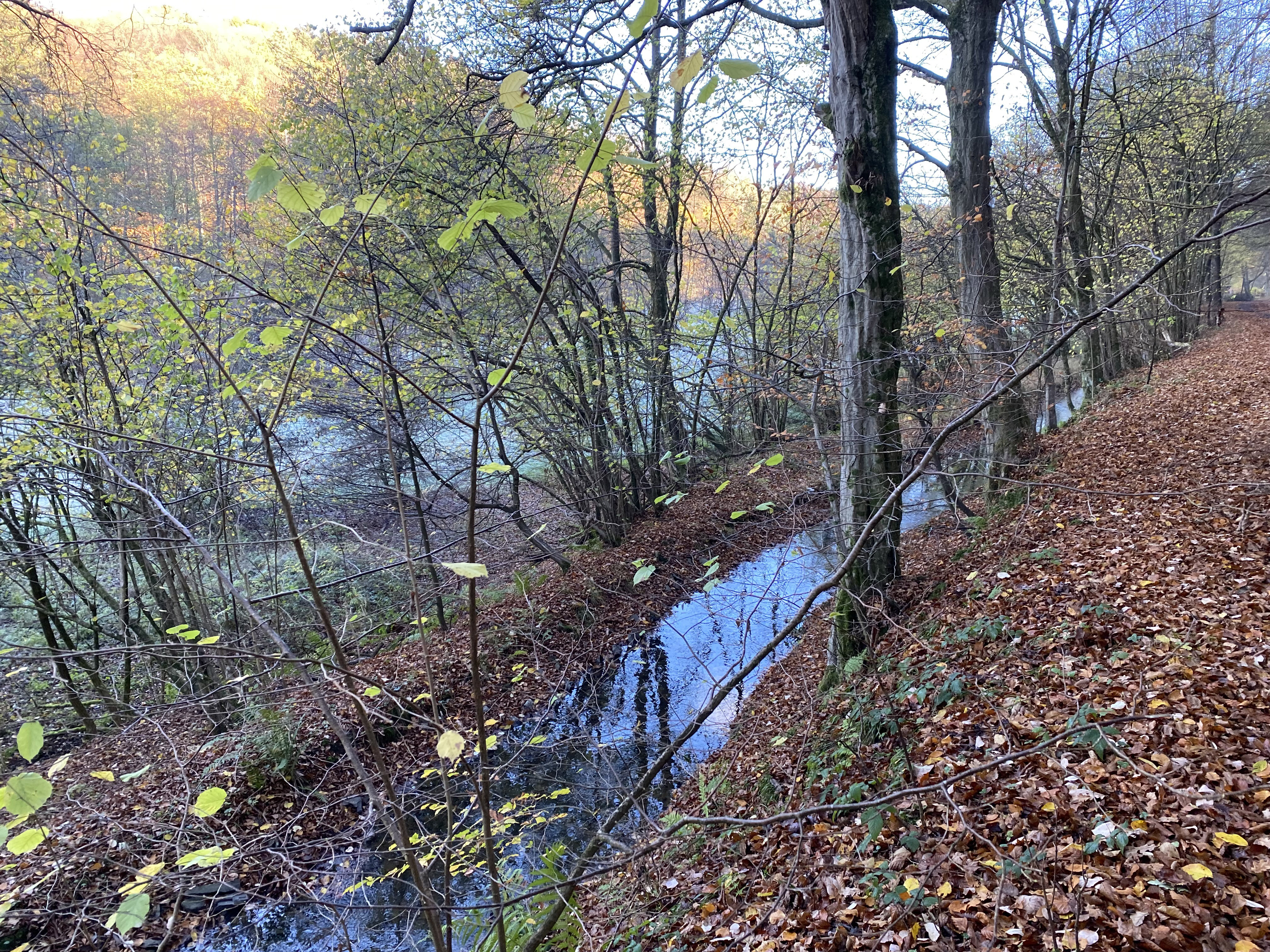
Obergraben zur Mühle
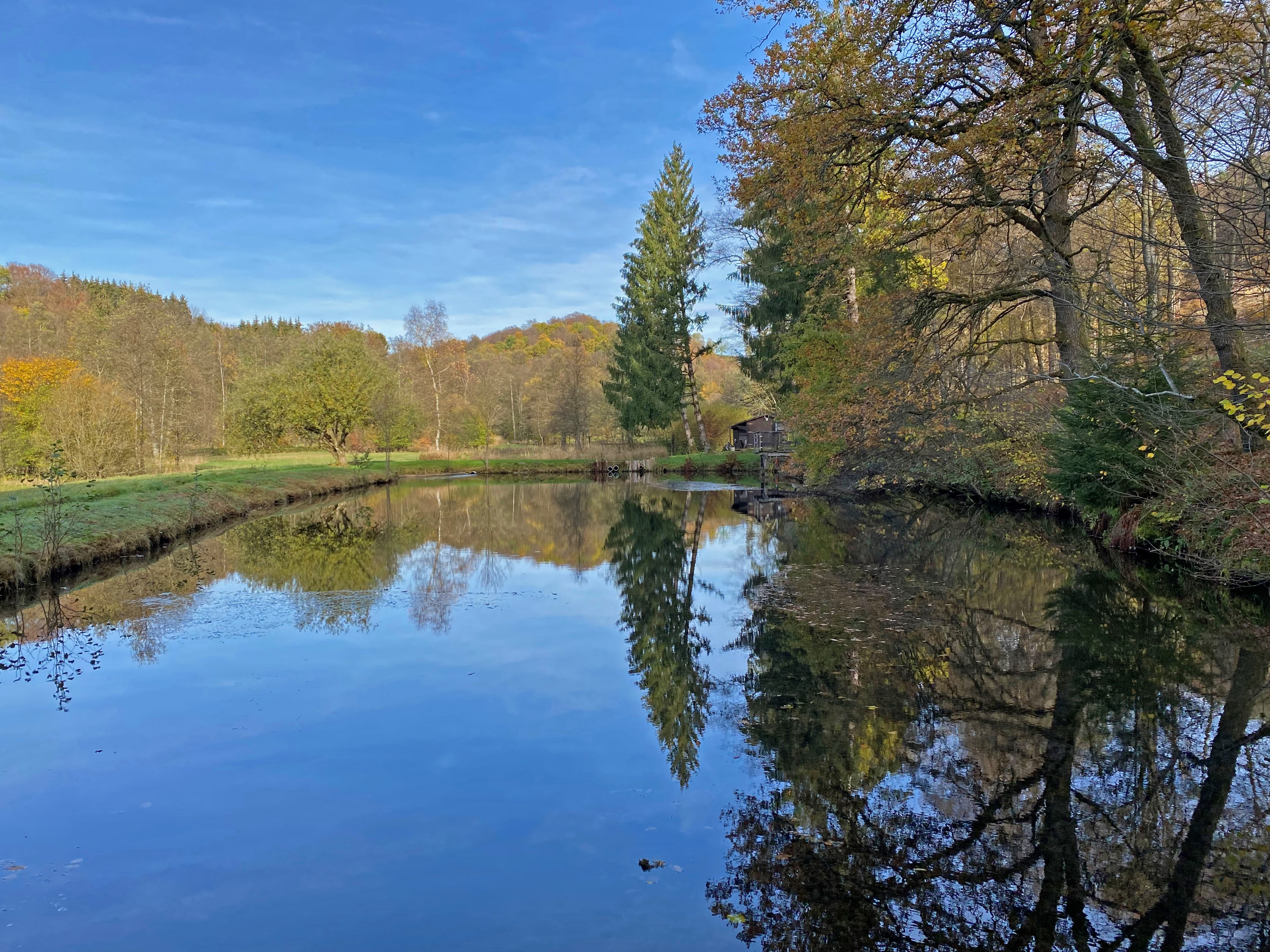
Angelteich – dem Obergraben vorgeschaltet
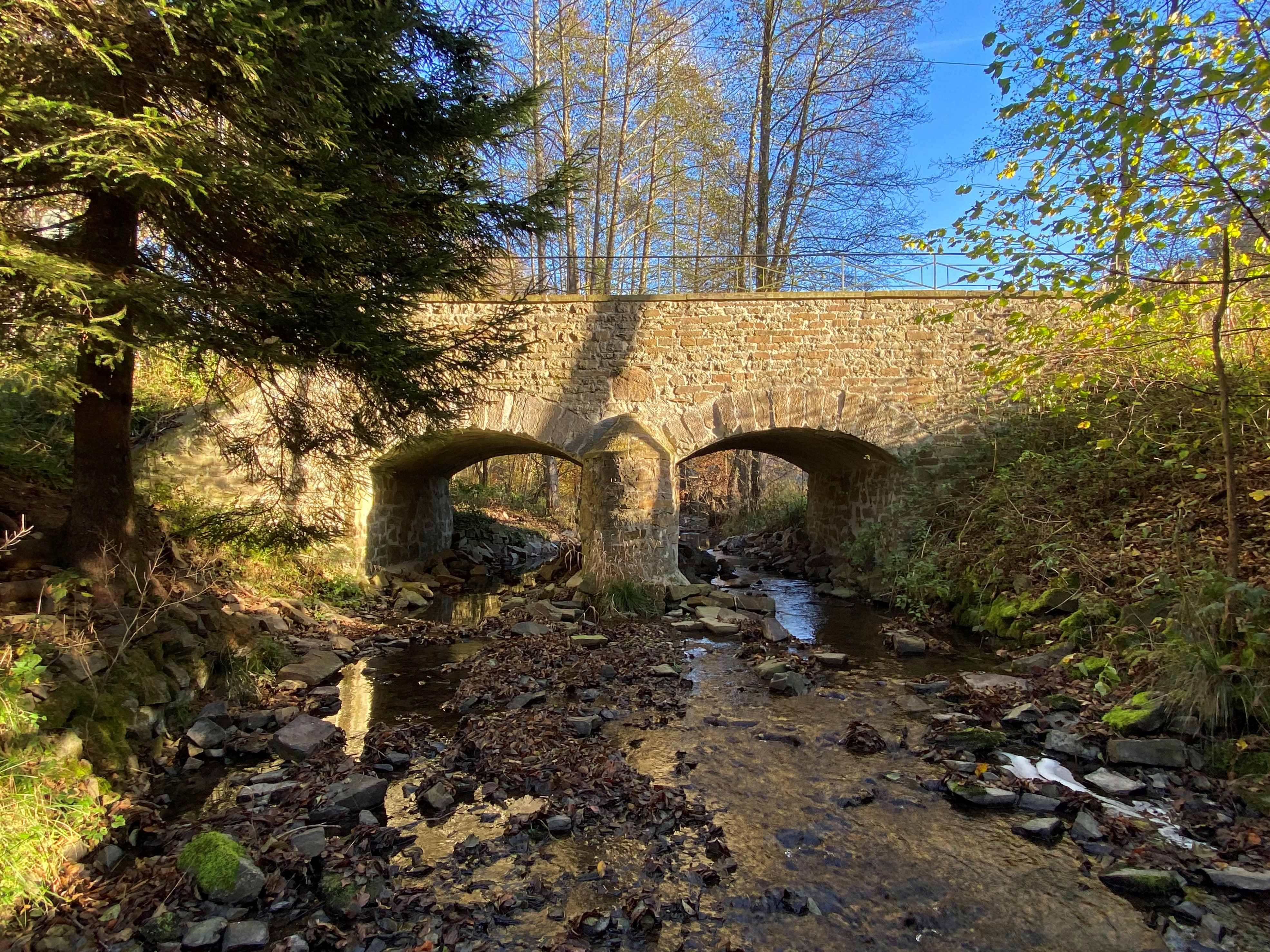
Bogenbrücke (1890) über die Große Dhünn